# 獵戶座35
獵戶座35，又名BD+14 947，HD 36653、SAO 94652、HR 1864，是獵戶座的一颗恒星，视星等为5.64，位于銀經191.08，銀緯-9.99，其B1900.0坐标为赤經5h 28m 13.2s，赤緯+14° -9.99′ 8″。